# Ледыховский сельский совет (Кременецкий район)
Ледыховский сельский совет (укр. Лідихівська сільська рада) — входит в состав
Кременецкого района
Тернопольской области
Украины.
Административный центр сельского совета находится в 
с. Ледыхов.

## Населённые пункты совета
- с. Ледыхов